# Mamuditas
Mamuditas (Mahmudi; em turco: Pinyanişi) foram uma tribo curdo-otomana da região do lago de Vã. Segundo Evliya, o Cavalheiro (1611–1682), possuíam 60 mil guerreiros. Sob seu líder Haçane, até então leal aos safávidas, apoiaram os otomanos após seu ataque ao Azerbaijão em 1554 durante a Campanha Safávida de 1554–1555. Em 1643, o chefe deles, Sare Solimão Bei, fortaleceu o Castelo de Coxape no lago de Vã.